# Periegop
Els periegops (Periegops) són l'únic gènere d'aranyes araneomorfes de la família dels periegòpids (Periegopidae). Fou descrit per primera vegada l'any 1893 per Eugène Simon.
Periegops havia estat molt de temps considerat com un membre de la família dels sicàrids (Sicariidae) o posteriorment dels Segestriidae fins que Raymond Forster els va elevar a nivell familiar el 1995.
Els periegops tenen només sis ulls a diferència de la majoria de les aranyes, que en tenen vuit. La mida de Periegops suteri és d'uns 8 mm.

## Taxonomia
Segons el World Spider Catalog amb data de desembre de 2018, Periegops te reconegudes 3 espècies:
- Periegops australia Forster, 1995 — Austràlia (Queensland)
- Periegops keani Vink, Dupérré & Malumbres-Olarte, 2013 — Nova Zelanda (Illa del Nord)[6]
- Periegops suterii (Urquhart, 1892) — Nova Zelanda (Illa del Sud)